# 바벨 2세
바벨2세(일본어: バビル2世)는 요코야마 미쓰테루(横山光輝) 원작의 SF만화 및 그 만화를 원작으로 하여 제작된 애니메이션의 제목이자 작품에 나오는 주인공의 통칭이다. 원작은 1971년부터 1973년까지 만화잡지에 연재되었으며, 1973년에 TV시리즈 애니메이션으로 만들어졌다. 1992년에는 OVA(비디오 판매용 애니메이션)으로 만들어졌으며 2001년에는 TV 도쿄에서 리메이크되었다.
외계인으로부터 초능력을 전수받은 소년이 지구를 노리는 다른 초능력자와 싸운다는 내용이다.
한국에서는 1970 ~ 90년대에 걸쳐 네 번이나 비공식 해적판으로 발매되었으며, 1980년대에는 김형배가 원작을 바탕으로 《바벨3세》라는 비공식 속편을 내놓은 바 있다. 2007년 한국에서 정식 번역본이 발매되었다.

## 개요
아득한 옛날, 지구에 불시착해서 고향으로 돌아갈 수 없었던 우주인 바벨. 그가 남긴 유산 바벨탑과 세 명의 부하를 계승한 초능력자 고이치가 세계 정복을 꿈꾸는 악의 초능력자 요미와 싸우는 이야기.

### 5000년 전의 사건
5000년 전 우주인 바벨은 우주선 고장으로 지구에 불시착했다. 그는 그의 과학 지식과 자신의 초능력을 통해 지구인들을 움직여 거대한 바벨탑을 건설한다. 원래 목적은 고향으로 구조 신호를 보내기 위해서였다. 그러나 과학적 지식이 부족한 지구인의 순간의 실수로 완성 직전의 탑의 대부분이 파괴되어 버린다.
고향으로 돌아가는 것을 포기하고 지구인과 결혼한 바벨은 파괴된 바벨탑을 후손에게 맡기기로 결심한다. 그는 우주선의 기기를 바탕으로 언젠가 태어날 자신과 같은 체질을 가진 자손을 찾아내는 장치와 세 명의 부하를 만들어 냈다. 이 유산을 계승하는 인간이 자신의 2세가 되는 것이다. 바벨은 자신과 같은 초능력을 가진 자손에게 그것을 물려줄 수 있어서 행복하다고 생각했다.

### 바벨탑
초 고성능 컴퓨터가 관리하고 있으며, 5000년 지구상의 다양한 사건을 기록하고있다. 인공 모래 폭풍을 일으켜 그 소재를 숨기고, 최면 라이트, 레이저 포, 미사일 등으로 무장하고 있으며, 침입자는 타워에 장치되어 있는 수 많은 함정(떨어지는 천장, 세균 방어선,기억을 지우는 장치 포함)으로 격퇴한다. 그리고 파괴되어도 자동으로 복구하는 기능을 가지고 바벨 2세에게 초능력 교육을 실시하는 장치나, 부상당한 바벨 2세를 치료하는 의료장치도 갖추고 있다. 요미의 로보트인 바란(2-3m 급 키)에게 탑의 중심까지 뚫린 적이 있다.

## 캐릭터
바벨 2세
본명은 야마노 고이치. 평범한 중학생 소년이지만, 바벨탑이 방출하는 전파를 감지할 수 있는 능력으로 바벨탑 컴퓨터에 의해 정당한 후계자(2세)로 인정받았다. 5,000년 전 지구에 온 외계인 바벨의 먼 후손이며, 바벨과 같은 체질을 가지고 초인적인 지능과 체력 등 다양한 초능력을 발휘한다. 바벨탑과 세 부하의 도움으로 세계 평화를 어지럽히는 요미와 대결해 나간다.
애니메이션에서는 에너지 충격파와 전기 충격을 이용하여 요미 일당과 싸우는 액션 장면도 많고, 또 제 8화에서 블루 전투복을 착용하고 스스로 바벨 2세 호를 조종하여 현지로 향하는 등 보다 영웅다움이 강조되고 있다.
요미
세계를 지배하려는 악의 제왕. 바벨 2세와 마찬가지로 바벨의 먼 후손이며, 말하자면 바벨 2세의 형이라고해야 할 존재로, 바벨 2세와 동등한 초능력을 가진다. 각지에 비밀 기지를 건설하여 많은 부하를 거느리고 있으며, 그 종류도 과학 기술자, 초능력자, 사이보그 공작원 등 다방면에 걸쳐있다. 각국의 인사를 개조 인간으로 만들어 보내고 있기 때문에 국가도 뜻대로 조종할 수 있다. 세 부하에 대항하여 다양한 로봇 병기를 만들어 내고 바벨 2세에게 싸움을 건다. 사실 후계자 후보로 바벨탑으로 호출된 적도 있었지만, 능력이 부적합했기 때문에 그 기억이 지워졌다. 바벨 2세와 직접 대결에서 몇 번 죽었지만 다시 부활한다. 부하를 아끼는 측면도 있어, 바벨 2세를 잡을 기회를 놓치더라도 부하를 구출하는 것을 우선시하고, 유용한 전략 제안을 즉각 채택하는 등 도량의 깊이를 자주 보인다. 한편, 바벨 2세를 잡을 기회를 얻기 위해 부하를 희생시키는 비정함도 보인다. 원작자인 요코야마는 요미 나이를 110세 정도로 설정하고 있다고 말했다.
유미코(由美子)
후루미 의원의 외동딸로 고이치의 동급생. 갑자기 실종된 고이치를 걱정하고 있다. 초반에 바벨2세는 요미의 부하들에게 총격을 받아 상처를 입는다. 유미코는 놀라 아버지와 함께 바벨2세를 치료하고 간호한다.
이가라시(五十嵐)
국가보안국 국장. 바벨 2세에게서 요미의 세계 정복 계획에 대한 보고서를 전달받고 요미의 음모를 알게 된 이후 바벨 2세에게 협력하게 된다. 무언가 사건이 발생하면, 신문에 '서류 바벨탑이 손에 들어왔음'이라는 암호 광고를 게제해서 연락을 취한다.
국가보안국 부국장
이가라시와 함께 요미의 부하에 납치되지만 바벨 2세에 의해 구조된다.
이가노(伊賀野)
국가보안국의 베테랑 수사관. 바벨 2세와 함께 갑자기 소식 불통에 빠진 F시에 조사를 나갔다. 처음에는 바벨 2세를 전혀 신뢰하지 않았지만, 몇 번이나 목숨을 건진 그 초능력을 목격하고는 좋은 파트너로 활약했다. 바벨 2세에게 우정을 느끼고 있다.

### 세 부하
초대 바벨이 남긴 유산이며, 바벨 2세의 명령에 절대 복종한다. 원작에서 2세와 동질의 텔레파시 능력을 가진 요미의 명령도 받는 약점이 드러난다. 바벨 2세와 요미의 명령이 상반될 때 행동 불능에 빠지는 상황이 전개된다.
로뎀
평소에는 검은 표범의 모습을 하고 있지만, 진정한 모습은 슬라임 모양의 부정형 생명체. 어떤 모습으로도 변신할 수 있으므로 유인과 첩보 활동, 또한 측근으로 바벨 2세의 신변 보호를 맡게 된다. 로프로스나 포세이돈과 다른 점은 바벨 2세와 텔레파시로 대화할 수 있다는 것. (요미와 대화 여부는 알 수 없음) 바벨 2세와 요미의 에너지 충격파에는 약하고, 활동 불능에 빠지기 때문에 전투에는 별로 적합하지 않다.
로프로스
거대한 괴조 로봇. 초음속으로 하늘을 날고 입으로 로켓과 초음파를 발사한다. 눈에 카메라를 장착하여 사진을 촬영하고, 그 데이터를 바벨탑 컴퓨터로 송신해 자료를 분석하게 한다. 세 부하 중에서 가장 먼저 등장해서 바벨 2세를 집에서 바벨탑으로 데리고 오는 역할도 했다. 요미가 보낸 V호와의 싸움에서 외장이 벗겨져 메카닉의 얼굴이 노출되었다. 주로 전투와 이동 등에서 활약한다. 원작 제 4부에서는 바벨 2세를 감싸 보호하고, 핵 미사일의 공격을 받아 파괴되었다.
포세이돈
거대한 인간형 로봇. 손가락에 레이저 포, 복부에 어뢰를 장착하고 있다. 펀치력과 킥 능력도 강하고, 대형 선박의 배 밑바닥을 일격으로 파괴한다. 공격력은 세 부하 중 최강. 바다를 고속으로 이동하고 평소 바다에서 대기하고 있으며, 육상에서도 활동할 수 있다. 눈의 램프가 깜박 신호를 보내고, 바벨 2세와 대화할 수 있다.

## 초능력
바벨 2세와 요미가 이용한 초능력이며, 에너지 흡수 능력 이외는 양자 모두 이용이 가능하다.
초체력·초감각 (超体力・超感覚)
인간의 잠재 능력을 끌어낼 수 있으므로, 보통 사람의 수십 배의 근력으로 초스피드 운동 능력과 점프력의 괴력을 발휘한다. 시력·청력도 매우 뛰어나 위험에 처하기 전에 본능적으로 위기를 감지하는 감각도 있다.
초재생능력 (超再生能力)
중상을 입어도 단기간에 회복할 수 있다.
플라잉 능력
높은 곳에서 뛰어 내릴 때 빙글빙글 회전하면서 고양이처럼 자세를 취하고 안전하게 착지한다.
텔레파시
타인의 마음을 읽고, 원거리에 있는 상대에게 자신의 의사를 전달하기도 한다. 또 다른 초능력자가 자신의 마음을 읽지 못하도록 방어할 수도 있다.
최면술
특수 눈빛으로 한 순간에 상대를 최면 상태로 빠뜨려 마음대로 조종한다.
변신 능력
얼굴 근육을 변화시켜 타인의 얼굴이된다. 전신의 근육도 마찬가지로 변화시켜 다른 사람로 가장할 수 있다.
화염 공격
전신에서 고온의 화염을 분출하고 사용할 수 있다.
염력
염력으로 주변의 물체를 자유롭게 이동시킬 수 있다. 전투에서 암석이나 건축물을 파괴하고, 대량의 바위를 상대로 던질 수 있다.
에너지 충격파
팔에서 충격파를 방출하여 상대의 내장을 갈기갈기 찢어버린다. 엄청난 위력을 가지지만, 상대와 접촉해야 충격을 줄 수 있다. 많은 에너지를 소비하면 노화 현상을 일으킨다.
에너지 흡수능력
에너지 충격파를 흡수하고 체력을 회복할 수 있다. 요미는 이 능력을 가지지 못했기 때문에 바벨탑에서 후계자로 간주되지 않았다.

### 초능력의 단점
바벨 2세와 요미의 초능력은 강력하지만, 결코 무한하지 않다. 사용할수록 심한 피로를 일으키며 급격히 힘을 소모하게 되면 노화 현상을 일으킨다. 바벨 2세는 초능력을 사용한 후의 심한 피로에 대한 이유를 바벨탑 컴퓨터에게 묻지만 제한이 걸려있는 듯 컴퓨터가 응답하지 않는다. 그는 제 3부 마지막 전투에서 초능력이 부족한 요미의 모습을 보고서야 비로소 그 해답을 알게된다.

## 우주바이러스
제 3부에 등장. 미국의 우주 위성에 붙어 지구에 날아온 마이크로 지적 생명체. 생물에 기생하여 성장하고 마지막에는 그 생물을 지배한다. 이 바이러스는 과거의 지구에서도 맹위를 떨친 죽은 자의 부활과 드라큘라·늑대 인간 등 많은 마인 전설을 낳았다. 바이러스에 감염된 사람은 모두 피를 토하고 쓰러지며, 그 안에서 바이러스를 견딜 체력을 가진 자는 바이러스 인간으로 부활한다. 감염 후 초인적인 체력·지력의 다른 염력이나 화염 방사 등 초능력을 발휘하고, 몇 사람이 손을 잡을 때 초능력이 더해 간다. 사망한 요미를 부활시키고, 그 초능력을 몇 배로 늘린다. 약점은 마늘 추출물.

## 만화

### 바벨 2세
1971년 ~ 1973년 주간 소년 챔피언 연재. 단행본 전 12권. 여기에서는 편의상 제 1 부 ~ 제 4 부로 나누어 설명한다.
제 1 부 1971년 28호 (7월 5일) ~ 1972년 6호 (1월 31일)
평범한 중학생 고이치는 매일 밤 사막의 높은 타워의 꿈에 시달린다. 어느 날 거대한 괴조에 끌려간 고이치는 꿈에서 본 사막 타워로 인도된다. 그곳은 아득한 옛날, 우주인 바벨이 초과학을 가지고 만들어낸 바벨탑이었다. 바벨의 후계자, 즉 "바벨 2세"로 간주된 고이치는 캡슐에서 컴퓨터에 의해 100 일간의 교육을 받고 초능력자로서의 재능을 발전시켜 나간다.
다음 고이치가 타워에게서 지시받은 것은 티베트 산중에 많은 부하를 거느리고 군림하는 요미라는 수수께끼의 인물과 만나는 것이었다. 요미는 2명이 힘을 합쳐 세계를 정복하려고 제안하지만 고이치는 거절한다. 요미가 조종하는 암석 로봇 '고리키의' 추격을 세 부하의 힘으로 물리친 고이치는 바벨탑의 과학 능력과 세 부하의 힘을 통해 요미와 대결하겠다는 결의를 굳힌다.
요미는 세계 각국의 인사를 개조 인간으로 만들어 보내 세상을 뜻대로 조종하려고 했다. 바벨 2세는 요미의 개조 시설 비밀 기지를 파괴하는 데 성공한다. 그러나 요미 자신도 바벨탑의 후계자 후보였던 기억을 되찾고, 반대로 세 부하을 조종하고 바벨 2세를 넘어 뜨리려고 한다.
부하를 함부로 사용할 수 없다고 깨달은 바벨은 로프로스를 통해 요미를 사막에 꾀어내 직접 대결한다. 에너지 충격파의 처절한 전투 중 바벨은 쓰러진 것처럼 보였지만, 사실 요미의 에너지를 흡수하고 있었다. 에너지를 복구한 바벨이 쏜 혼신의 충격파로 요미의 심장은 멈추고, 사막의 모래에 파묻혀 갔다.
제 2 부 1972년 7호(2월 7일) ~ 1972년 35호(8월 21일)
요미는 쓰러진 것처럼 보였지만, 실은 가사 상태로 살아 있었다. 요미는 초능력을 사용한 후의 심한 피로와 노화 현상에 주목하고, 이번에는 바벨을 철저히 피로하게 하여 이길 전략에 나선다. 바벨탑에 보내진 초능력자 팀과 괴력 로봇 '발룬'과의 싸움에서 위기에 빠진 바벨 2세였지만, 탑 컴퓨터의 도움으로 어려움을 극복했다. 바벨 2세는 히말라야 산중에 만들어진 요미의 비밀 기지에 잠입, 반격을 시작한다. 그러나 바벨 2세는 요미가 보낸 초능력자들과의 치열한 싸움 도중 갑자기 컨트롤이 잘 되지 않는 부하에게 공격을 받고 중상을 입고 눈보라 속에서 실종되어 버린다. 그동안 요미는 초능력 증폭장치를 개발하지만, 다시 돌아온 바벨 2세의 명령으로 움직이기 시작한 세 부하들에 의해 요미의 비밀 기지는 완전히 파괴되고 요미의 야망은 물거품이 되었다.
제 3 부 1972년 36호(8월 28일) ~ 1973년 31호 (7월 23일)
미국 인공 위성이 일본의 산중에 낙하했다. 인공 위성에 부착되어 온 우주 바이러스에 감염된 사람은 고열을 내며 사망하고, 살아남은 인간은 비정상적인 체력과 초능력을 발휘하여 동료를 늘려 간다. 마늘 추출물이 약점임을 바벨탑 컴퓨터가 밝혀, 바벨 2세는 바이러스 인간 사냥에 분주한다. 그러나 바이러스 인간 1 명은 요미에 흥미를 가져, 히말라야 산중에서 요미 시체를 파내 부활시켜 버린다. 바이러스에 의해 되살아난 요미는 바벨 2세 이상의 초능력을 발휘하여 바벨 2세를 괴롭힌다. 다시 부하를 모은 요미는 로프로스를 닮은 'V호'라는 괴조 로봇을 만들어 낸다. 요미는 바벨탑 주변 국가 바라비아 공화국을 V호로 공격하고 로프로스에게 죄를 뒤집어 씌운다. V호는 타워 근처 사막에 잠복하고 주변국과 바벨탑을 공격하려고 노리고있다. 그 음모를 깨달은 바벨탑은 V호와 치열한 전투를 전개하지만, 그 중에 바라비아 공화국 폭격기의 편대가 나타나 폭격을 개시한다. 장렬한 요격전 끝에 1 대의 폭격기가 많은 폭탄을 실은 채 타워로 추락하여 바벨탑은 대폭발하고 만다. 타워는 활동을 정지하고, 바벨 2세도 중상을 입고 만다. 요미는 재빠르게 정찰대를 보내고, 타워의 컴퓨터는 간신히 정찰대를 전멸시킨다. 그것을 본 요미은 탑의 미지의 능력에 우려를 안고 타격을 입은 V호를 수리하기 위해 물러났다. 다음 요미는 일본의 F시에 비밀 기지를 만들고, 이곳을 거점으로 바이러스 인간을 늘리려고 한다. 바이러스 인간과 V호에 시달린 바벨 2세였지만, 국가 안전국의 조사원 이가노(伊賀野)나 자위대와 함께 F도시를 포위하고 요미의 기지를 파괴하는 데 성공한다.
그리고 마지막 맞대결이 펼쳐지고, 바벨 2세의 전략으로 요미는 이미 대부분의 에너지를 소비하여 요미는 노인화 된 것이다. 빈사의 요미는 자신의 임종을 깨닫고 준비해 간 로켓 PH304호를 타고 떠나간다.
제 4 부　1973년 33호（8월6일）~ 1973년 47호（11월 12일）
사람들에게 수수께끼의 자살이 연속적으로 일어났다. 바벨 2세가 조사한 결과, 자살한 사람 모두 사고로 팔다리를 잃고 요미 신체의 일부를 이식받은 사람 들이었다. 타인에게 이식한 신체를 조합하여 요미가 다시 부활한다. 요미는 북극에 바벨탑을 상회하는 능력을 가진 기지를 건설하려 하지만, 그 야망을 저지하기 위해 바벨 2세는 로프로스를 타고 북극으로 향한다. 요미는 미국의 원자력 잠수함에서 빼앗은 핵 미사일을 로프로스에게 겨냥해 발사하고, 자동 추적 미사일을 피할 수 없다고 판단한 로프로스는 명령을 어기고 바벨 2세를 떨쳐낸다. 미사일에 명중되어 바다에 가라앉은 로프로스는 다시 바벨 2세의 요청에 응할 수 없게 된다. 포세이돈과 함께 북극 기지를 공격하는 바벨 2세 앞에 바느질 자국 투성이의 섬뜩한 외모가 된 요미가 나타났다. 요미는 몸이 쇠약해져 더 이상 바벨과 싸우는 힘이 남아 있지 않다는 것을 말하고, 더 이상 기지를 파괴하면 원자로가 폭발하고 북극의 얼음이 녹아 지구가 수몰될 위험이 있다며 공격을 중지하고 돌아갈 것을 호소한다. 바벨 2세는 그것을 받아들이고 떠나 간다. 그리고 요미는 기지와 함께 침몰해 갔다. 작가 자신에 의하면, 이 제 4 부에 해당하는 부분은 본래 작가의 구상은 3 부로 끝내는 생각이었지만, 급히 연재 연장이 이루어져 구상도 불충분하고 만족스러운 수준이 아니므로, 오랫동안 단행본에 수록되지 않았다. 또한 이 때문에 다시 진정한 완결편이라 말하는 것으로 집필된 것이 아래의 "그 이름은 101"이다.
번외편 《바벨 2세 외전 공포의 예언서》 (월간 소년 챔피언 1973년 5월호 게재)
제 3 부 무대가 F시로 옮겨 가기 직전의 이야기. 주인공은 평범한 여행 남자. 공항에서 만난 점쟁이에게 "승객이 전원 사망하므로 타서는 안된다"는 얘기를 듣지만, 무시하고 여객기에 타고 만다. 예측은 보기 좋게 적중, 여객기는 추락하여 1 명만 기적적으로 살아났다. 남자는 사막을 방황하고 폭격기와의 전투로 기능이 중단된 바벨탑에 도착한다. 남자는 거리에서 타워 얘기를 하지만 아무도 믿어주지 않는다. 곧 요미가 그것을 듣고, 탑 안내자로 요미의 부하와 함께 보내진다. 그러나 바벨탑은 이미 부활했고, 요미의 부하와 로봇들은 전멸하고 남자는 증거 인멸을 위해 여객기 추락 사고 현장에서 헬기 공격을 받아 사망한다.

### 《그 이름은 101》
1977년 ~ 1979년, 월간 소년 챔피언 연재. 단행본 전 5권.
미국의 연구 시설에 수용되어 있던 야마노 고이치는 자신이 제공했던 혈액이 연구용이 아닌 CIA의 초능력 공작원을 만드는데 사용되고 있었다는 것을 알고 폭풍우 치는 밤에 탈출한다. 고이치는 코드 네임 '101'이라고 불리며 CIA에 생명의 위협을 받는 가운데, 자신의 혈액을 통해 태어난 초능력 공작원을 제거해 나간다.
이 작품에서는 새로 고이치의 혈액을 수혈받은 인간도 초능력자가 된다는 설정이 태어났다. 권총이나 칼에 의한 유혈 장면 등 폭력 묘사는 전작 이상이고, 주인공의 에스퍼 전사로서의 측면이 강조되고 있다. 전작과는 달리 고이치의 내면 묘사가 늘어나 비열한 적에게 분노와 증오를 드러내는 장면이 많다. 또한 연애 묘사도 그려져 고이치와 사랑에 빠지는 공작원이 등장한다.
본 작품은 이야기의 종반까지 "바벨 2세"본편과는 연결되지 않는 이색 완결편이다. 저자에 따르면 단순한 "바벨 2세"의 속편이 아니라 주인공의 그 이후에 초점을 맞추고 싶었다고 말했다.
위와 같이 제 4 부에 납득이 가지 않았기 때문에 다시 작성된 완결편이고, 그 때문에 내용은 제 3 부에서 계속되고 있다. 하지만 팬들의 요구에 따라 제 4 부가 단행본으로 되어 제 3 부 후편으로 담겼기 때문에, 결과적으로 이 작품은 "바벨 2세"병렬 스토리처럼 되어 버렸다.

## 원작에 관한 에피소드
- 원래 연재는 3 개월 정도에서 완결 예정이었다. 그러나 너무 많은 인기가 있어 2년 반이나 장기 연재되어, 여러 번 죽은 요미가 부활하는 패턴이 반복되었다.
- 요코야마 미쓰테루는 무크지 《요코야마 미쓰테루 상품 컬렉션》의 인터뷰에서 "바벨 2세와 세 부하의 관계는 서유기의 삼장법사와 동행의 손오공 등을 이미지로 만들었다"고 말했다.
- 이 작품이 만들어진 이유에 대해서는 "미국 만화는 초능력자를 주인공으로 한 작품이 있는데, 일본에는 아직 없었다"라고 대답했다.
- 또한 주인공이 요미를 해치운 후 삶이 어떻게 되었는지에 대한 질문에 "분명 고독한, 외로운 인생을 보냈다고 생각해요"라고 대답했다. 《그 이름은 101》을 그린 이유에 대해서는 "바벨 2세라는 작품에 애착이 있었기 때문에"라고 대답했다.